# Gobipteryx
Gobipteryx – rodzaj średniej wielkości wymarłego ptaka zamieszkującego tereny obecnej pustyni Gobi w kredzie późnej (ok. 75–71 mln. lat temu). Został on opisany przez polskiego zoologa Andrzeja Elżanowskiego w roku 1974. Początkowo został przypisany do bardzo wczesnych ptaków paleognatycznych, obecnie jednak uznawany jest za członka kladu enancjornitów, które wymarły pod koniec kredy.

## Historia odkryć i taksonomia
Rodzaj ten opisał w 1974 roku polski zoolog i paleontolog Andrzej Elżanowski. Dodatkowo Elżanowskiemu pomagały w pracach Halszka Osmólska i Ewa Roniewicz. Holotypem jest pochodząca z pustyni Gobi czaszka ptaka, odkopana przez Teresę Maryńską. Początkowo Elżanowski zaliczył znalezisko do ptaków paleognatycznych z podgromady Neornithes, kreując też rząd Gobipterygiformes i rodzinę Gobipterygidae, w swojej pracy opublikowanej w Paleontologia Polonica. Obecnie wiadomo, że takson ten należy do kladu enancjornitów, grupy ptaków odległej od współczesnych ich przedstawicieli, wymarłej pod koniec kredy. Holotyp znajduje się Instytucie Paleozoologii PAN. Elżanowski nazwał ptaka Gobipteryx minuta, co oznacza w dosłownym tłumaczeniu „małe skrzydło z pustyni Gobi”. 
Paleontolog Jerzy Dzik wykonał pierwszą rekonstrukcję tego prehistorycznego ptaka.
W świetle badań z 2001 roku za młodszy synonim tego ptaka uchodzi Nanantius z wczesnej kredy Australii.

## Występowanie
Szczątki odkryto wyłącznie na pustyni Gobi (Mongolia), gdzie żył w późnej kredzie, w kampanie (ok. 75–71 mln. lat temu). Holotyp został odnaleziony w Khulsan w formacji Barun Goyot. Prawdopodobnie siedlisko późnokredowej Mongolii przypominało tereny dzisiejszej delty Okawango. Istnieją istotne podobieństwa sedymentologiczne między górnokredową pustynią Gobi w Mongolii a współczesną deltą Okawango w Botswanie. Najważniejszym z tych podobieństw jest naprzemienność wydm wietrznych i osadów jeziornych i rzecznych. Zmiany od suchych warunków (piasek i pył nawiany wiatrem) do warunków półwilgotnych (błoto zalane wodą lub zalany piaskowiec) mogły być stopniowe lub natychmiastowe.

## Budowa

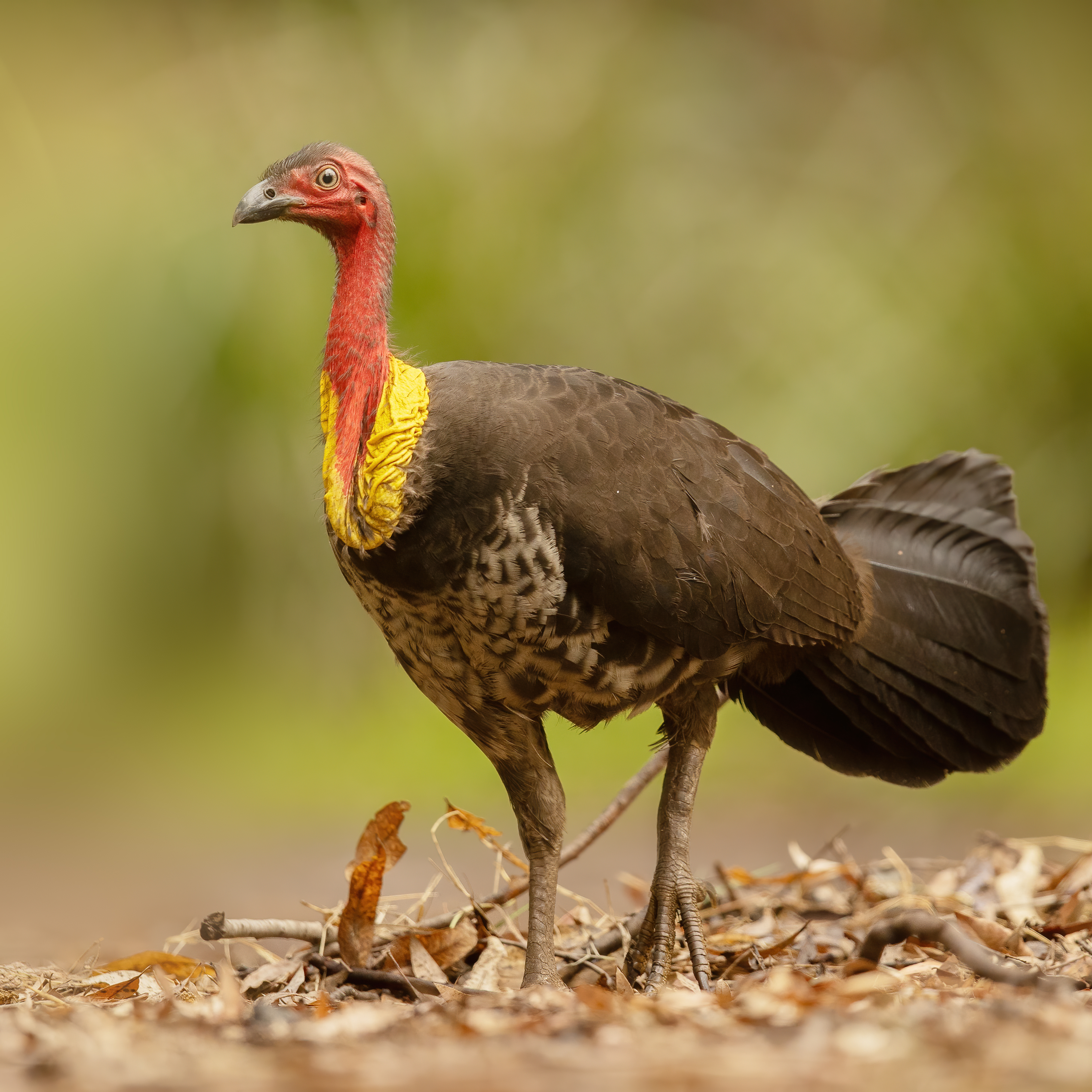
Gobipteryx postawą przypominał nogale (tu: nogal brunatny)

Wiele cech łączyło Gobipteryx zarówno z ptakami paleognatycznymi, jak i neognatycznymi. Ptak ten nie miał zębów. Najprawdopodobniej rozmiarem dorównywał dzisiejszym kuropatwom. Holotyp ZPAL MgR 1/12 to części dzioba ptaka. Wbrew wcześniejszym interpretacjom poprzeczne rozcięcie w okolicy kości przedszczękowej wydaje się być prostym złamaniem. Z przodu, po prawej stronie czaszki, ubogi ślad wyrostka kostnego, który opisywano jako lemiesz, wydaje się być pozostałością przyśrodkowego brzegu szczękowo-podniebiennego. Jego pozorny, symetryczny, lewy odpowiednik wydaje się być prawdziwym śladem lewego lemiesza leżącym przyśrodkowo od brzegu lewego szczękowo-podniebiennego. Czaszkę holotypu Elżanowski ocenił na ok. 45 mm. Drugi okaz, ZPAL MgR-1/32, był o wiele mniejszy niż holotyp, został też później odkryty (1971). Zachowana jest tylko część dziobowa czaszki. W okolicy przedniej części oczodołu kości są złamane i częściowo przemieszczone, a złamanie przechodzi przez kość nosową i skrzydłową. Czaszka jest do pewnego stopnia ściśnięta bocznie. Kość przedszczękowa jest szeroka, jej czubek jest jednak zaokrąglony, a boczne krawędzie się zbiegają. Ich przedłużenia spotykają się pod stosunkowo dużym kątem około 40°. Wszystko to sugeruje krótki, lecz mocny dziób. Czaszkę okazu ZPAL Mgr 1/32 szacuje się na 27 mm. 
Późniejsze odkrycia szkieletów Gobipteryx ujawniły więcej informacji na temat tego enancjornita. W obu szkieletach opisanych przez Elżanowskiego w 1981 roku szyja skręca się pod tułowiem, a czaszka skierowana jest prosto do tyłu, co skutkuje postawą podobną Megapodiidae. Większość z tych okazów została znaleziona z fragmentami skorupek jaj. W przeciwieństwie do innych obszarów ciała kręgi piersiowe, obręcz barkowa i szkielet skrzydła są prawie całkowicie skostniałe, a ten ostatni pod względem długości przewyższa wszystkie współczesne ptaki z wyjątkiem Megapodiidae. Ujawnia to aparat latający, który był gotowy do użycia po wykluciu, a zatem Gobipteryx był zagniazdownikiem. Miał więc dobrze zbudowaną łopatkę.
Szczęki tego ptaka były rynchokinetyczne (ruchome względem siebie).

## Paleobiologia i paleoekologia
Prawdopodobnie ptaki te tuż po wykluciu mogły już podlatywać. Histopatologia kości wykazała, że enancjornity również rosły szybko, ale wzrost ten był zwykle przerywany i prawdopodobnie przedłużał się o ponad rok. Część publikacji twierdzi, że Gobipteryx był najprawdopodobniej owadożercą, inne sugerują, że mocny dziób umożliwiał zjadanie twardego pokarmu.
Gobipteryx koegzystował z wieloma innymi zwierzętami. W tej samej formacji odkryto także innego ptaka, którego nazwano później Hollanda luceria.